# نامیگ اسلام‌زاده
نامیگ اسلام‌زاده (ترکی آذربایجانی: Namiq Sərəfruz oğlu İslamzadə؛ زادهٔ ۷ مهٔ ۱۹۷۴) افسر و سرلشکر نیروهای مسلح جمهوری آذربایجان و یکی از فرماندهان حاضر در جنگ دوم قره‌باغ کوهستانی است. وی هم‌انکون فرماندهی یک پادگان یکی از واحدهای نظامی نیروی هوایی جمهوری آذربایجان واقع در شهرستان کردامیر را بر عهده دارد.

## اوایل زندگی
نامیگ اسلام‌زاده فرزند «سرافروز»، ۷ ماه مه سال ۱۹۷۴ در قصبه هوسان حومه سوراخانی شهر باکو، پایتخت آذربایجان شوروی اسبق، به دنیا آمد.

## خدمت نظامی
نامیگ اسلام‌زاده در حال حاضر در نیروی هوایی جمهوری آذربایجان، یکی از زیرمجموعه‌های نیروهای مسلح این کشور خدمت می‌کند. وی در طول سالهای خدمت خود، مشارکت زیادی در نوسازی نیروهای هوایی آذربایجان داشته‌است.

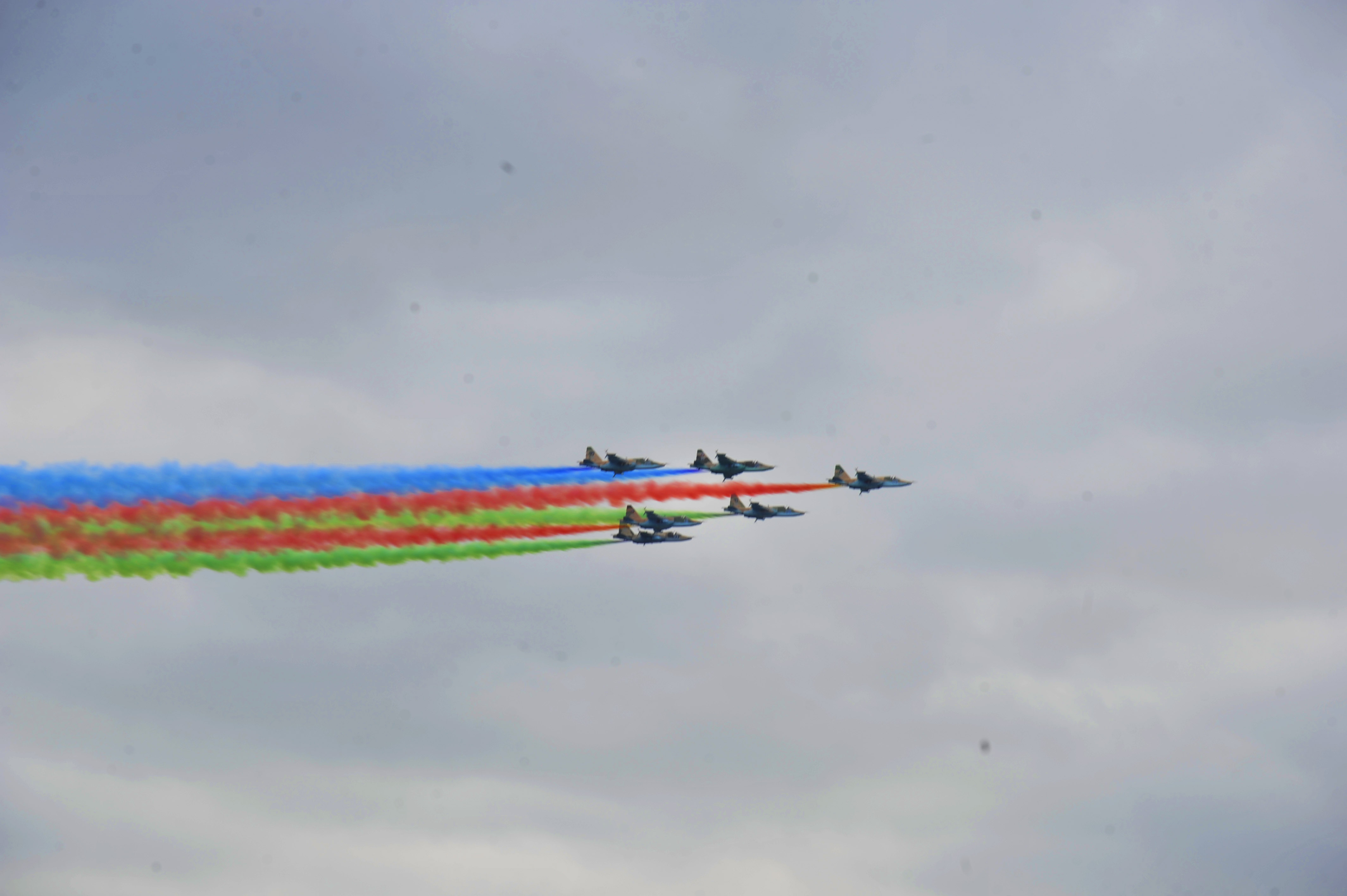
پرواز نمایش جنگنده‌های سوخو-۲۵ متعلق به نیروی هوایی جمهوری آذربایجان به رهبری نامیک اسلام‌زاده بر فراز باکو در جریان رژه پیروزی

نامیک اسلام‌زاده که تا سال‌های ۲۰۰۵ و ۲۰۰۸ به ترتیب سرگرد و سرهنگ دوم بود، در سال ۲۰۱۶ در کنار اینکه به درجه سرهنگی ارتقاء پیدا کرد، به عنوان فرمانده پادگانی از یکی از واحدهای نظامی نیروی هوایی جمهوری آذربایجان واقع در شهرستان کردامیر نیز منصوب شد.
او در جنگ ناگورنو قره‌باغ (۲۰۲۰) حضور یافت. ۱۰ اکتبر سال ۲۰۲۰، به مناسبت پیروزی جمهوری آذربایجان در جنگ، رژه پیروزی در باکو برگزار شد. طی همان رژه، گروهی از جنگنده‌های سوخو-۲۵ آذربایجان به رهبری نامیک اسلام‌زاده بر فراز باکو پرواز نمایشی انجام داده و تصویر پرچم سه رنگ آذربایجان را ایجاد کردند.

## نشان‌ها و درجه‌های نظامی
- نشان برای خدمات نظامی: ۲۴ ژوئن سال ۲۰۰۵ با فرمان رئیس‌جمهور آذربایجان الهام علی‌اف[۴]
- نشان پرچم آذربایجان: ۲۵ ژوئن سال ۲۰۰۸ طبق فرمان الهام علی‌اف[۵]
- «نشان برای وطن»: ۲۵ ژوئن ۲۰۲۰ با دستور الهام علی‌اف[۸]
- رتبه نظامی سرلشکر (بالاترین درجه نظامی در آذربایجان): ۷ دسامبر سال ۲۰۲۰ بر اساس فرمان الهام علی‌اف[۹]
- نشان قهرمان جنگ میهنی (عالی‌ترین نشان در جمهوری آذربایجان): ۹ دسامبر سال ۲۰۲۰ بر پایه دستور الهام علی‌اف[۱۰]